# Valon Behrami
Valon Behrami (Kosovska Mitrovica, Jugoszlávia, 1985. április 19. –) jugoszláv születésű svájci labdarúgó, aki jelenleg a Genoa-ban játszik.

## Pályafutása
Behrami gyerekkorában családjával együtt egy Stabio nevű faluba költözött, mely Svájc olaszul beszélő részén található. Itt kapott svájci állampolgárságot.
Ifiként az FC Stabióban, az FC Chiassóban és az FC Luganóban futballozott. 2002-ben felkerült a Lugano első csapatához, itt figyelt fel rá a Genoa és az Udinese. Mindkét klub leigazolta és közösen birtokolták a játékjogát. A 2003/04-es szezont a genovaiaknál töltötte a Serie B-ben, akik ezután a maradék játékjogát is megvásárolták. A következő idényre kölcsönben a Hellas Veronához küldték. Nagyszerű szezont produkált, aminek eredményeképp 2005 nyarán a Lazio leigazolta.
Legemlékezetesebb meccsét 2008. március 19-én játszotta a rómaiaknál. Az AS Roma elleni rangadón egy tisztázási kísérlet során Rodrigo Taddei fejére rúgta a labdát, aki gólt szerzett a Farkasoknak, végül mégis Behrami lett a meccs hőse, hiszen a 92. percben győztes találatot szerzett. A Róma ezzel a vereséggel a bajnoki reményeit is elvesztette.
2008. július 23-án a West Ham United hivatalosan bejelentette, hogy 5 millió fontért leigazolta Behramit, akivel  ötéves  szerződést kötöttek. Behrami augusztus 16-án, egy Wigan Athletic ellen 2-1-re megnyert meccsen lépett először pályára a londoniaknál. Első góljára november 23-ig kellett várni, a Sunderland ellen volt eredményes.
2009. március 1-jén, egy Manchester City elleni mérkőzésen olyan súlyos sérülést szenvedett, hogy ápolása miatt hat percig állt a játék és oxigénmaszkban vitték le a pályáról. Egy felugrás után rosszul ért földet, ami miatt kifordult a térde, ezzel tulajdonképpen véget is ért számára a 2008/09-es szezon.

## Válogatott
Behrami a nagy válogatotton kívül U18-as és U19-es szinten is képviselte Svájcot, sőt a tartalék válogatottban is megfordult.
A 2006-os vb első két csoportmeccsét ágyéksérülés miatt kénytelen volt kihagyni. Dél-Korea ellen csereként lépett pályára a 88. percben. A nyolcaddöntőben, Ukrajna ellen nem kapott lehetőséget, a svájciak vereséget szenvedtek és kiestek.
A 2008-as Eb-n három találkozón kapott lehetőséget, összesen 272 percet játszott a torna során.

## Külső hivatkozások
- Valon Behrami pályafutásának statisztikái a Soccerbase oldalon (angolul)

- Valon Behrami válogatottbeli pályafutásának statisztikái a FIFA.com-on Archiválva 2012. november 6-i dátummal a Wayback Machine-ben
- Valon Behrami hivatalos honlapja
- Valon Behrami adatlapja a West Ham United hivatalos honlapján
- Valon Behrami pályafutásának statisztikái a FootballDatabase.com-on